# Vanja Drkušić
Vanja Drkušić (Novo Mesto, 30 ottobre 1999) è un calciatore sloveno, difensore dello Zenit San Pietroburgo e della nazionale slovena.

## Carriera

### Club
Nel dicembre 2015 ha firmato con l'Heerenveen, dopo che il Maribor, la Dinamo Zagabria e l'Atalanta avevano espresso un interesse per il giocatore. Nell'agosto 2019 viene acquistato dal Rende in Serie C. A metà stagione ha fatto ritorno in patria al Bravo, con la cui maglia ha debuttato il 23 febbraio 2020, essendo schierato nella vittoria per 2-1 contro il Tabor Sežana. L'11 luglio successivo ha realizzato la sua prima rete con il Bravo, nell'incontro pareggiato per 1-1 contro il Domžale.
Il 24 gennaio 2022 viene acquistato dai russi del Soči per una cifra vicino ai 100.000€.

### Nazionale
Ha giocato nelle nazionali giovanili slovene Under-17, Under-18, Under-19 ed Under-21.
Esordisce in nazionale maggiore il 26 marzo 2023 nel successo per 0-2 contro San Marino, subentrando al 36' all'infortunato Jaka Bijol.

## Statistiche

### Presenze e reti nei club
Statistiche aggiornate al 10 aprile 2022.
| Stagione        | Squadra         | Campionato      | Campionato | Campionato | Coppe nazionali | Coppe nazionali | Coppe nazionali | Coppe continentali | Coppe continentali | Coppe continentali | Altre coppe | Altre coppe | Altre coppe | Totale | Totale |
| Stagione        | Squadra         | Comp            | Pres       | Reti       | Comp            | Pres            | Reti            | Comp               | Pres               | Reti               | Comp        | Pres        | Reti        | Pres   | Reti   |
| --------------- | --------------- | --------------- | ---------- | ---------- | --------------- | --------------- | --------------- | ------------------ | ------------------ | ------------------ | ----------- | ----------- | ----------- | ------ | ------ |
| 2019-gen. 2020  | Rende           | C               | 0          | 0          | CI+CI-C         | 0+1             | 0               |                    | -                  | -                  |             | -           | -           | 1      | 0      |
| gen.-giu. 2020  | Bravo           | 1.SNL           | 15         | 1          | CS              | -               | -               |                    | -                  | -                  |             | -           | -           | 15     | 1      |
| 2020-2021       | Bravo           | 1.SNL           | 35         | 1          | CS              | 1               | 0               |                    | -                  | -                  |             | -           | -           | 36     | 1      |
| 2021-gen. 2022  | Bravo           | 1.SNL           | 19         | 2          | CS              | 2               | 0               |                    | -                  | -                  |             | -           | -           | 21     | 2      |
| gen.-giu. 2022  | Soči            | PL              | 5          | 0          | CR              | 0               | 0               | UECL               | -                  | -                  |             | -           | -           | 5      | 0      |
| Totale carriera | Totale carriera | Totale carriera | 74         | 4          |                 | 4               | 0               |                    | -                  | -                  |             | -           | -           | 78     | 4      |

### Cronologia presenze e reti in nazionale
| Cronologia completa delle presenze e delle reti in nazionale ― San Marino | Cronologia completa delle presenze e delle reti in nazionale ― San Marino | Cronologia completa delle presenze e delle reti in nazionale ― San Marino | Cronologia completa delle presenze e delle reti in nazionale ― San Marino | Cronologia completa delle presenze e delle reti in nazionale ― San Marino | Cronologia completa delle presenze e delle reti in nazionale ― San Marino | Cronologia completa delle presenze e delle reti in nazionale ― San Marino | Cronologia completa delle presenze e delle reti in nazionale ― San Marino |
| Data                                                                      | Città                                                                     | In casa                                                                   | Risultato                                                                 | Ospiti                                                                    | Competizione                                                              | Reti                                                                      | Note                                                                      |
| ------------------------------------------------------------------------- | ------------------------------------------------------------------------- | ------------------------------------------------------------------------- | ------------------------------------------------------------------------- | ------------------------------------------------------------------------- | ------------------------------------------------------------------------- | ------------------------------------------------------------------------- | ------------------------------------------------------------------------- |
| 26-3-2023                                                                 | Lubiana                                                                   | Slovenia                                                                  | 2 – 0                                                                     | San Marino                                                                | Qual. Euro 2024                                                           | -                                                                         | 36’                                                                       |
| 10-9-2023                                                                 | Serravalle                                                                | San Marino                                                                | 0 – 4                                                                     | Slovenia                                                                  | Qual. Euro 2024                                                           | -                                                                         | 13’                                                                       |
| 17-11-2023                                                                | Copenaghen                                                                | Danimarca                                                                 | 2 – 1                                                                     | Slovenia                                                                  | Qual. Euro 2024                                                           | -                                                                         | 62’                                                                       |
| 20-11-2023                                                                | Lubiana                                                                   | Slovenia                                                                  | 2 – 1                                                                     | Kazakistan                                                                | Qual. Euro 2024                                                           | -                                                                         | 87’                                                                       |
| 21-3-2024                                                                 | Ta' Qali                                                                  | Malta                                                                     | 2 – 2                                                                     | Slovenia                                                                  | Amichevole                                                                | -                                                                         | 82’                                                                       |
| 26-3-2024                                                                 | Lubiana                                                                   | Slovenia                                                                  | 2 – 0                                                                     | Portogallo                                                                | Amichevole                                                                | -                                                                         | 87’                                                                       |
| 4-6-2024                                                                  | Lubiana                                                                   | Slovenia                                                                  | 2 – 1                                                                     | Armenia                                                                   | Amichevole                                                                | -                                                                         | 79’                                                                       |
| 15-6-2024                                                                 | Stoccarda                                                                 | Slovenia                                                                  | 1 – 1                                                                     | Danimarca                                                                 | Euro 2024 - 1º turno                                                      | -                                                                         |                                                                           |
| 20-6-2024                                                                 | Monaco di Baviera                                                         | Slovenia                                                                  | 1 – 1                                                                     | Serbia                                                                    | Euro 2024 - 1º turno                                                      | -                                                                         |                                                                           |
| 25-6-2024                                                                 | Colonia                                                                   | Inghilterra                                                               | 0 – 0                                                                     | Slovenia                                                                  | Euro 2024 - 1º turno                                                      | -                                                                         |                                                                           |
| 1-7-2024                                                                  | Francoforte sul Meno                                                      | Portogallo                                                                | 0 – 0 dts (3 – 0 dtr)                                                     | Slovenia                                                                  | Euro 2024 - Ottavi di finale                                              | -                                                                         | 32’                                                                       |
| 6-9-2024                                                                  | Lubiana                                                                   | Slovenia                                                                  | 1 – 1                                                                     | Austria                                                                   | UEFA Nations League 2024-2025 - 1º turno                                  | -                                                                         |                                                                           |
| 9-9-2024                                                                  | Lubiana                                                                   | Slovenia                                                                  | 3 – 0                                                                     | Kazakistan                                                                | UEFA Nations League 2024-2025 - 1º turno                                  | -                                                                         |                                                                           |
| 10-10-2024                                                                | Oslo                                                                      | Norvegia                                                                  | 3 – 0                                                                     | Slovenia                                                                  | UEFA Nations League 2024-2025 - 1º turno                                  | -                                                                         |                                                                           |
| 13-10-2024                                                                | Almaty                                                                    | Kazakistan                                                                | 0 – 1                                                                     | Slovenia                                                                  | UEFA Nations League 2024-2025 - 1º turno                                  | -                                                                         | 48’                                                                       |
| 14-11-2024                                                                | Lubiana                                                                   | Slovenia                                                                  | 1 – 4                                                                     | Norvegia                                                                  | UEFA Nations League 2024-2025 - 1º turno                                  | -                                                                         |                                                                           |
| 17-11-2024                                                                | Vienna                                                                    | Austria                                                                   | 1 – 1                                                                     | Slovenia                                                                  | UEFA Nations League 2024-2025 - 1º turno                                  | -                                                                         | 90+1’                                                                     |
| 20-3-2025                                                                 | Bratislava                                                                | Slovacchia                                                                | 0 – 0                                                                     | Slovenia                                                                  | UEFA Nations League 2024-2025 - Play-off                                  | -                                                                         |                                                                           |
| 23-3-2025                                                                 | Lubiana                                                                   | Slovenia                                                                  | 1 – 0 dts                                                                 | Slovacchia                                                                | UEFA Nations League 2024-2025 - Play-off                                  | -                                                                         | 88’                                                                       |
| 6-6-2025                                                                  | Lussemburgo                                                               | Lussemburgo                                                               | 0 – 1                                                                     | Slovenia                                                                  | Amichevole                                                                | -                                                                         | 74’                                                                       |
| Totale                                                                    |                                                                           | Presenze                                                                  | 20                                                                        |                                                                           | Reti                                                                      | 0                                                                         |                                                                           |